# Оренштайн Яків Саулович

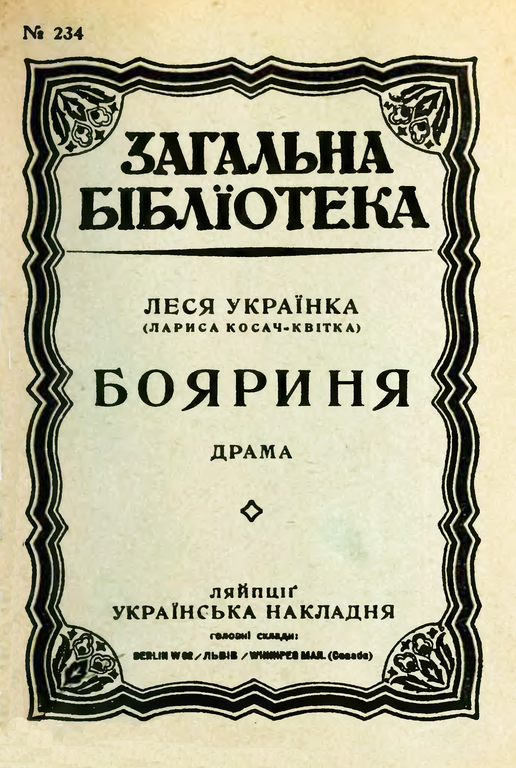
Видання «Української накладні» — «Бояриня» Лесі Українки

Яків Саулович Оренштайн (25 лютого 1875, Коломия — 12 вересня 1942, Варшава) — коломийський єврей, український патріот, один із найвідоміших книговидавців України першої половини ХХ ст. (казав про себе: «Я український накладовець жидівського роду»).

## Походження
Походив із середовища друкарів і книготорговців. Його батько Саул торгував у Коломиї папером і книжками, про що збереглися написи на деяких книжках із бібліотеки Івана Франка. Одну з цих книжок саме в нього придбав Франко, перебуваючи в Коломиї. Є дані, що його мати походила з гірського містечка Кути, а її родина (Готліби) також займалася книготоргівлею.

## Життєпис
До 1890-х рр. біографія Якова Оренштайна дуже скромна, бо не виявлено документів про те, де він вчився і який був тоді його рід занять. У пізніших документах згадується, що Я. Оренштайн був «купцем» (так у Галичині називали торговців, навіть дрібних).
З часом молодий Яків опинився в Ряшеві, де познайомився зі своєю майбутньою дружиною і прожив якийсь час. Там народилася їхня перша донька Реґіна (імена всім своїм трьом дітям Я. Оренштайн дав не єврейські, а радше польські — це може свідчити про значну полонізацію родини).
Родина Оренштайнів не була заможною. Також немає документів про вищу освіту самого Якова Оренштайна.

### Творча та трудова діяльність
Повернувшись 1902 року з Ряшева до Коломиї, Оренштайн відкрив тут видавничу справу. Він зрозумів, що у книговидавництві є широке поле діяльності. Тим більше, що Коломия тоді була другим видавничим центром у Галичині після Львова, ці міста постійно конкурували (зокрема, ще за 40 років перед Оренштайном українським книговиданням у Коломиї займалися брати Федір і Михайло Білоуси).
Почав активно видавати українські книжки від 1903, назвавши своє видавництво «Галицька накладня Якова Оренштайна». Успіх цього проекту забезпечувала вдумлива програма, зорієнтована на поширення доброї української книжки серед народу та залучення до співпраці відомих українських письменників і вчених: Олександра Барвінського, Антона Крушельницького, Богдана Лепкого, Василя Сімовича та ін.
До 1915 «Галицька накладня Якова Оренштайна» видала 115 томів (за іншими даними, у серії «Загальна бібліотека» вийшло близько 300 книжок) — ошатних, невеликого формату, дешевих і доступних для простих людей. Саме в серії «Загальна бібліотека» вийшли перші українські переклади творів Анатоля Франса, багатьох німецьких філософів і соціологів (наприклад, «Так мовив Заратустра» Ф.Ніцше в перекладі Леся Гринюка), творів пригодницького жанру (наприклад, «Собака Баскервілів» Конан Дойля — під назвою «Пес Баскервілів»). Ще більшим був перелік українських авторів, які складають канон вітчизняної літератури. Видавав також ноти, мапи, поштові листівки. Найцікавішими є художні листівки за мотивами творів Тараса Шевченка (їх збирає й досліджує коломийський краєзнавець Валерій Ковтун).
У Коломиї деякий час видавав також польську «Загальну бібліотеку» (Biblioteka Powszechna).
Упродовж російської окупації Галичини 1914-1915 Оренштайн видав щонайбільше три книжки російською мовою (книговидання українською в цей час було заборонене), одна з них — казка «Червона Шапочка».
1917 — при відступі з Коломиї майно Оренштайна розграбували російські солдати. Через це він був змушений покинути Коломию і виїхав до Відня.
1918 — уклав з урядом Української Держави в Києві угоду про втілення широкої видавничої програми, яка згодом лягла в основу діяльності «Української накладні» Я.Оренштайна. У зв'язку з цим отримав посвідчення УД від гетьмана Павла Скоропадського з правом переїзду до Західної Європи.
З 1919 мешкав і працював у Берліні. Був призначений дипломатичним радником посольства Української Народної Республіки у Берліні. МЗС УНР подарувало йому окремий будинок у Берліні для того, щоби там відбувалися зустрічі української громади й було влаштоване українське видавництво. Оренштайн справді заснував «Українську накладню» (1919–1932) з філіями у Філадельфії та Катеринославі. Симон Петлюра закликав Міністерство освіти УНР, щоби вони допомоги Оренштайнові, закупивши його книжки для українських шкіл. Видавець мав намір передати Україні близько 40 вагонів друкованої продукції з Німеччини, але воєнні дії не дозволили цього зробити. Невідомо, що сталося з цими книжками.
Виданий у Берліні 1921 року об'єднаний каталог «Галицької» та «Української» накладень за 1903—1919 відображає понад 350 видань, систематизованих за видавничими жанрами. Це, зокрема:
- кількатомні, багатоілюстровані твори Тараса Шевченка, Івана Котляревського, Марка Вовчка, Богдана Лепкого
- 30 випусків творів великої української й світової прози (твори Івана Франка, Івана Нечуя-Левицького, Ольги Кобилянської, Льва Толстого, Анатоля Франса та ін.)
- 150 випусків «Загальної бібліотеки», до якої, крім художніх творів, входили також праці філософського та наукового змісту (Фрідріха Ніцше, Івана Раковського та ін.)
- праці з історії України, історії української літератури, мистецтва, культури
- словники, атласи
- ілюстровані дитячі книжки
- сотні штук кольорових листівок українознавчої тематики
- збірки українських народних і стрілецьких маршових пісень, українські гімни, музичні твори на слова Шевченка та інших письменників.

Із цих 350 видань близько 150 назв становили книжки (принаймні стільки їх містив каталог, упорядкований у 1993).

### Останні роки життя
1932-го разом із родиною переїхав до Варшави, де його син Йосиф (Юзеф) заклав книгарню.
У 1930-1940-х рр. був переслідуваний нацистським режимом, зокрема гестапо.
Загинув під час каральної акції у варшавському гетто за кілька днів перед планованим відправленням у концтабір Треблінка.
Розстріляний у ґетто міста Варшави 12 вересня 1942.  Син Юзеф та його дружина Адель були замордовані у Львові 1943 р.

## Видання Оренштайна у книгозбірнях
Видання Оренштайна нині є бібліографічними раритетами. Вони зберігаються, зокрема, у колекціях Петра Арсенича, Зеновія Жеребецького (Івано-Франківськ), Івана Вишиванюка (Коломия), Івана Монолатія (Івано-Франківськ) та ін. Багато їх є в особистій бібліотеці Івана Франка (нині є складовою частиною архіву письменника у Відділі рукописних фондів і текстології Інституту літератури ім. Т. Г. Шевченка НАН України у Києві), у фонді рідкісних видань Наукової бібліотеки Прикарпатського національного університету ім. В. Стефаника. Але найбільшою колекцією видань Оренштайна нині володіє бібліотека Торонтського університету, де вони всі оцифровані.